# Krak 5
Krak 5 – album studyjny polskiego rapera Bosskiego Romana. Wydawnictwo ukazało się 24 kwietnia 2015 roku nakładem wytwórni muzycznej Fonografika. Produkcji nagrań podjęli się: 71Ghost, Flipson, Fabster, PZG, Wałek, WSM, Kasierr, Kaj Je West oraz JSD. Natomiast gościnnie na płycie wystąpili: Wirus, WTM, HudyHary R2S

## Lista utworów[1]
1. "Misz masz" (produkcja: PZG)
2. "Akademki w Ogniu" (produkcja: Flipson)
3. "Przywiązania" (gościnnie: Wirus) (produkcja: 71Ghost)
4. "Co Się Trapisz"  (produkcja: WSM)
5. "Mama Ma Mamona" (produkcja: Wałek)
6. "Nie Widzisz Dystansu" (gościnnie: WTM) (produkcja: Fabster)
7. "Zostawiam Cię w Tyle" (produkcja: Flipson)
8. "Jakoś Przeżyję" (produkcja: Flipson)
9. "Grimeovitsh" (gościnnie HudyHary R2S) (produkcja: Kasierr)
10. "Spaliłem Mosty" (produkcja: JSD - Virus Syndicate)
11. "O Kobietę Trzeba Dbać"  (produkcja: Kaj Je West)
12. "Czomolungma" (produkcja: Kaj Je West)
13. "Pokonać Mrok" (produkcja: Kaj Je West)
14. "W Oko w Oko z Jaźnią" (produkcja: 71Ghost)